# Zbigniew Grzonka
Zbigniew Stanisław Grzonka (ur. 25 lutego 1938 w Kaliskach) – polski chemik, profesor inżynier, specjalizujący się w chemii organicznej oraz chemii aminokwasów i peptydów. Autor ok. 150 publikacji naukowych w czasopismach z listy filadelfijskiej.

## Życiorys
Ukończył w roku 1951 szkołę podstawową, w 1955 zdał maturę w Liceum Ogólnokształcącym w Starogardzie Gdańskim. W 1961 roku ukończył studia na Wydziale Chemicznym Politechniki Gdańskiej. W latach 1961–1963 pracował w Kostrzyńskiej Fabryce Celulozy na stanowisku kierownika zakładowego laboratorium, od roku 1963 zatrudniony w Katedrze Chemii Ogólnej Wyższej Szkoły Pedagogicznej. W 1968 roku na Wydziale Matematyki, Fizyki i Chemii Wyższej Szkoły Pedagogicznej w Gdańsku obronił rozprawę doktorską zatytułowaną Aminokwasy z funkcją nitrylową i ich peptydy, a w 1975 na Wydziale Matematyki, Fizyki i Chemii Uniwersytetu Gdańskiego habilitował się na podstawie rozprawy Tetrazolowe analogi aminokwasów i peptydów. W 1986 roku otrzymał tytuł profesora nauk chemicznych.
Odbył staże naukowe na Mount Sinai School of Medicine w Nowym Jorku w okresie 1972–1973 i w Medical College of Ohio w Toledo w okresie 1979–1980.
W latach 1975–1978 pełnił funkcję zastępcy dyrektora Instytutu Chemii na Wydziale Matematyki, Fizyki i Chemii Uniwersytetu Gdańskiego, a w okresie 1980–1981 był Kierownikiem Studium Doktoranckiego w instytucie. W latach 1981–1987 pełnił funkcję dyrektora Instytutu Chemii, a w latach 1987–1990 był dziekanem Wydziału Matematyki, Fizyki i Chemii. W latach 1990–1996 był rektorem Uniwersytetu Gdańskiego.
Jest członkiem Polskiego Towarzystwa Chemicznego, Gdańskiego Towarzystwa Naukowego, Europejskiego Towarzystwa Peptydowego i Amerykańskiego Towarzystwa Peptydowego.
Mąż Marty, ojciec Doroty i Piotra. 

## Ordery i odznaczenia
- Krzyż Kawalerski Orderu Odrodzenia Polski (1988)
- Złoty Krzyż Zasługi (1983)
- Medal Komisji Edukacji Narodowej (2021)
- Medal Stanisława Kostaneckiego Polskiego Towarzystwa Chemicznego (2009)
- Złoty Medal Uniwersytetu Gdańskiego „Bene merito et morenti” (2015)[3][4]
- Złoty Medal im. Janusza Sokołowskiego „De Chimia Gedanensi Bene Meritus” (2016)
- Medal 100-lecia Towarzystwa Przyjaciół Nauki i Sztuki w Gdańsku, Gdańskiego Towarzystwa Naukowego, Gdańskiego Towarzystwa Przyjaciół Sztuki (2022)
- Medal „Za zasługi dla Starogardu Gdańskiego” (2015)[5]

Źródło:.

## Nagrody i wyróżnienia
- Nagroda Polskiego Towarzystwa Chemicznego dla młodych pracowników naukowych (1972)
- Nagrody Ministra Szkolnictwa Wyższego za wybitne osiągnięcia naukowe (1972, 1989, 2005)
- Nagroda Sekretarza Naukowego PAN (1974)
- Nagroda Naukowa Miasta Gdańska im. Jana Heweliusza (1999)[7]
- tytuł doktora honoris causa Uniwersytetu Gdańskiego (2020)[8]

Źródło:.